# Audi Q8 e-tron Sportback
L'Audi Q8 e-tron Sportback, anciennement e-tron Sportback avant son restylage, est un grand SUV coupé électrique commercialisé par le constructeur automobile allemand Audi à partir de 2020. Le Q8 e-tron Sportback est la version coupé du Q8 e-tron. Il est le second modèle 100% électrique du constructeur aux anneaux.

## Présentation
Le SUV coupé Audi e-tron Sportback est dévoilé dans une version camouflée au salon de Francfort 2019. Il est présenté officiellement au salon de Los Angeles 2019 en novembre pour le marché Nord américain et au Salon de l'automobile de Bruxelles en janvier 2020 pour le marché européen.

Audi e-tron Sportback présentée au salon de Los Angeles 2019
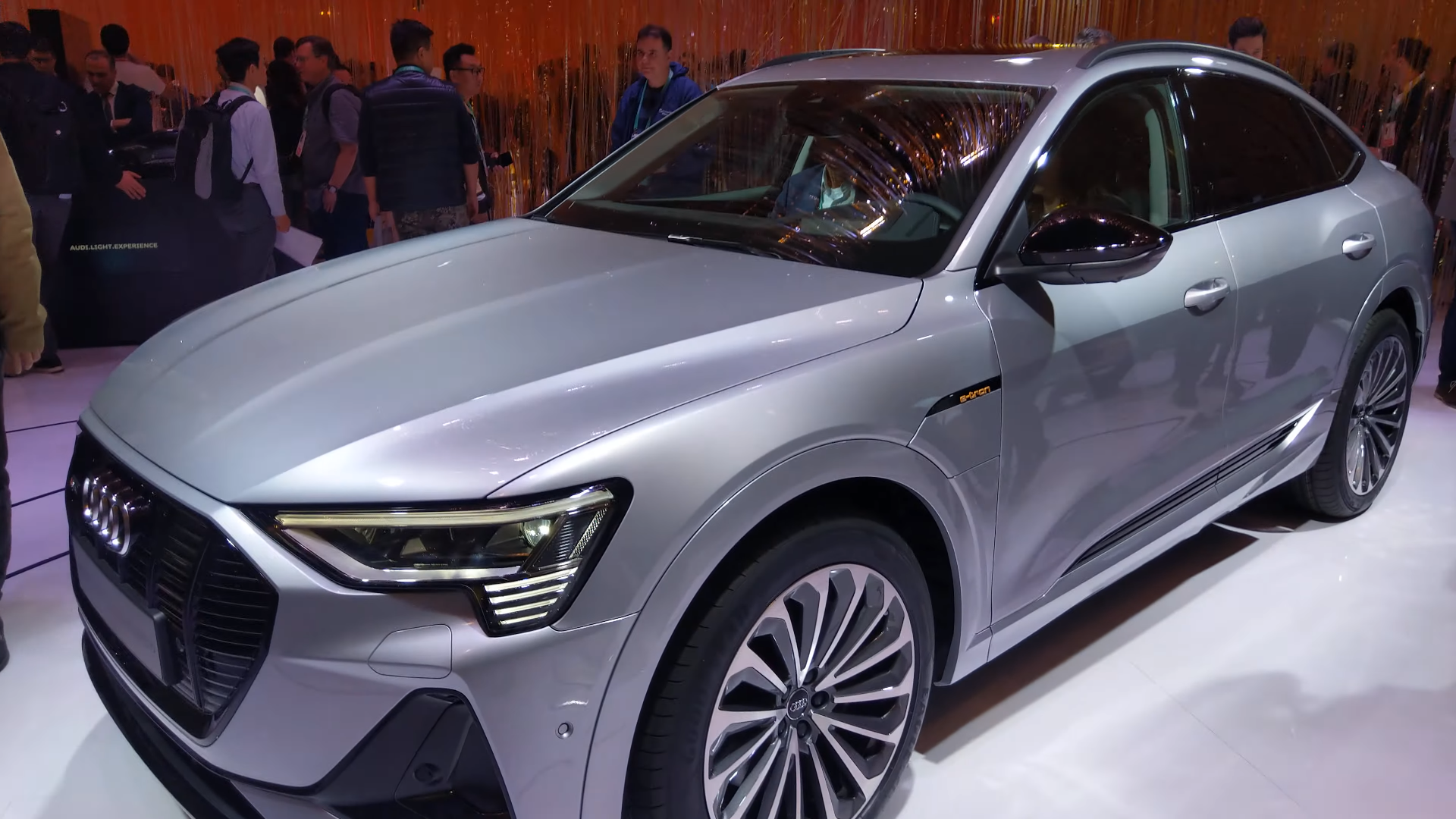
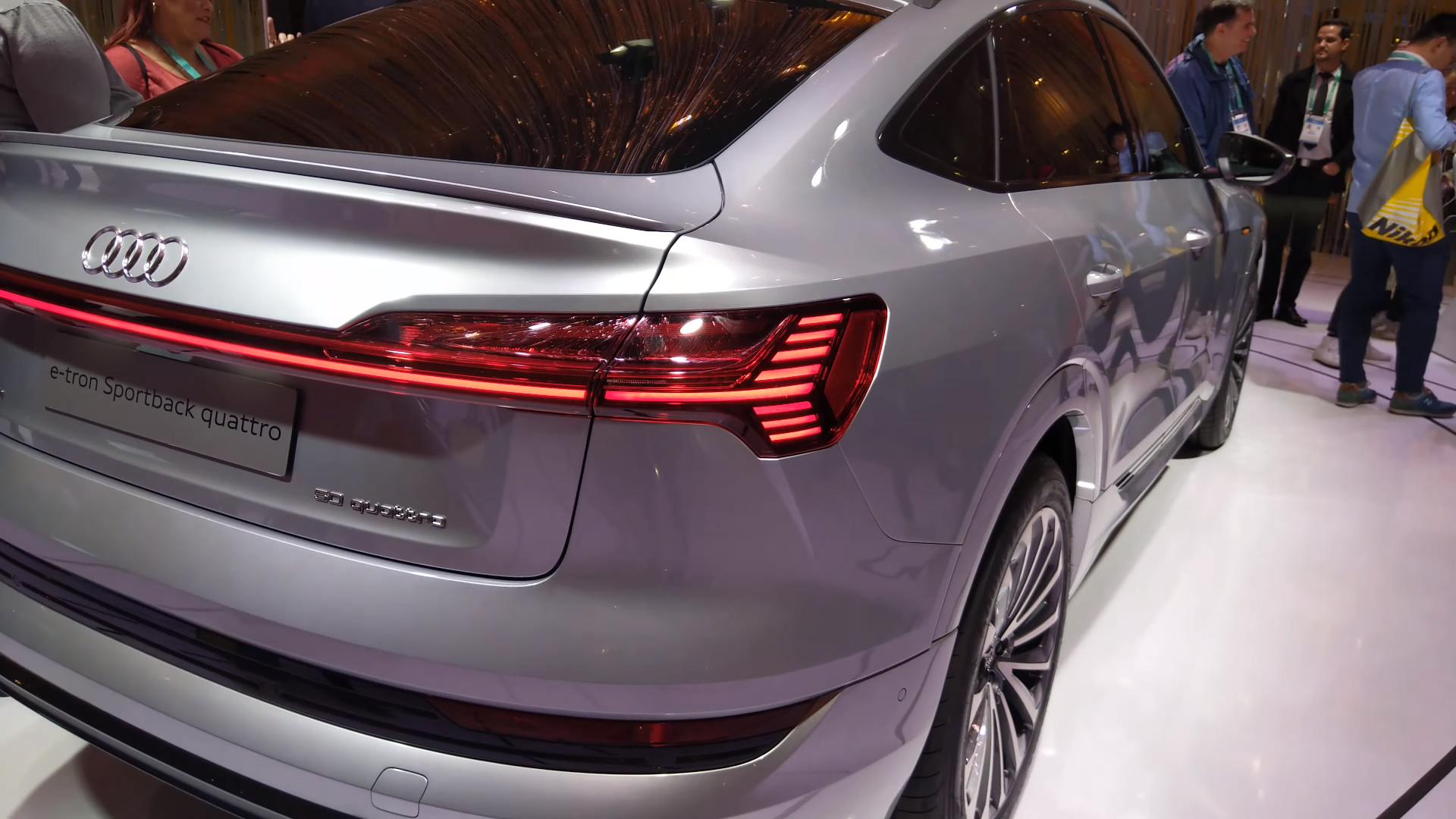

### Phase 2
La version restylée de l'e-tron Sportback est présentée le 9 novembre 2022 et devient Q8 e-tron Sportback

## Caractéristiques techniques

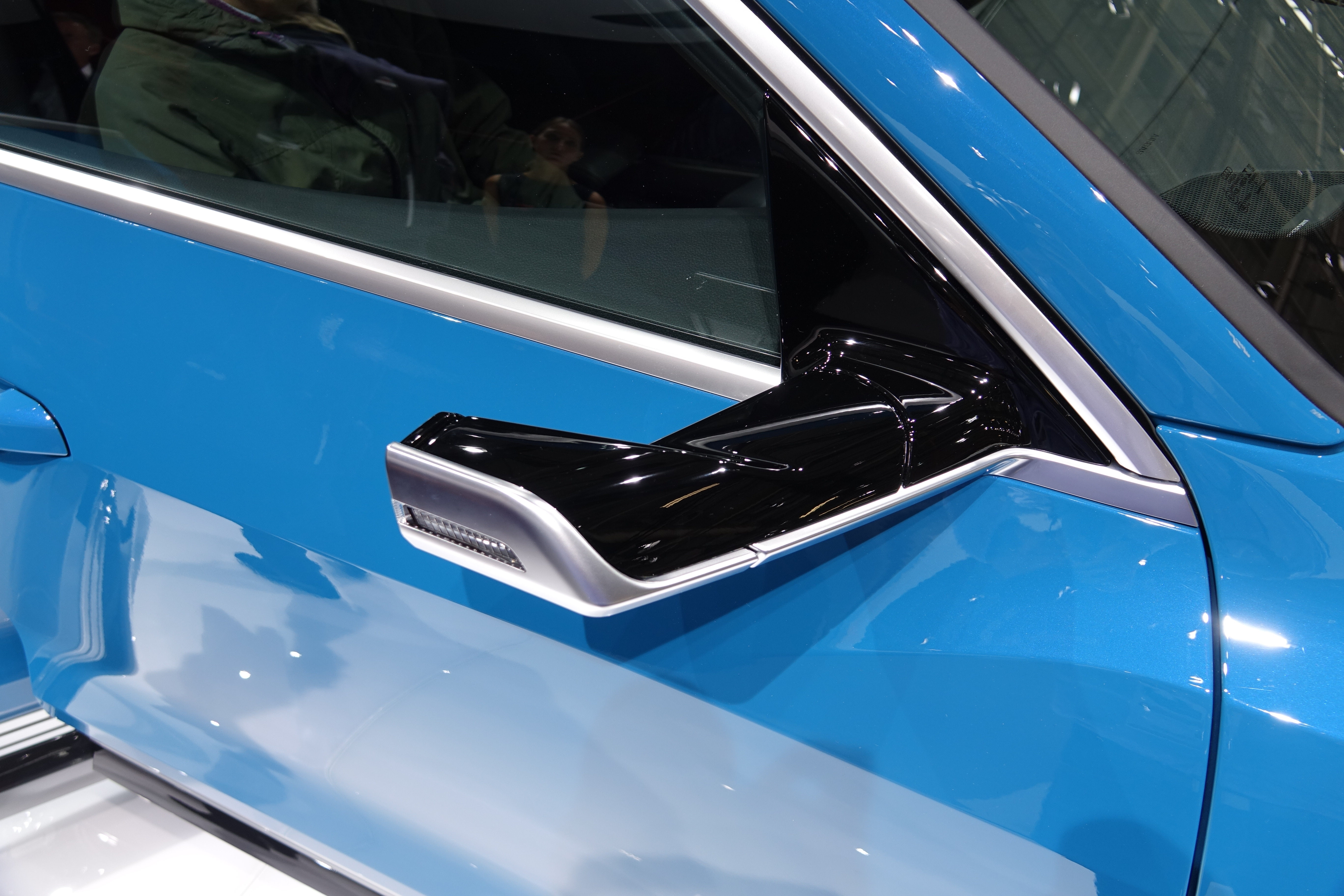
Rétroviseur caméra.

L'Audi e-tron Sportback peut recevoir en option des rétroviseurs caméras (1 850 €).

### Motorisations
| Logo de Audi                              | Audi e-tron Sportback     | Audi e-tron Sportback      | Audi e-tron Sportback         |
| Logo de Audi                              | e-tron 50 Sportback       | e-tron 55 Sportback        | e-tron S Sportback            |
| ----------------------------------------- | ------------------------- | -------------------------- | ----------------------------- |
| Puissance moteur (kW)                     | avant : 125 arrière : 115 | avant : 125 arrière : 140  | avant : 125 arrière : 95 + 95 |
| Puissance maximale (ch)                   | 313                       | standard : 306 boost : 408 | standard : 435 boost : 503    |
| Couple maximal (N m)                      | 540                       | 561 boost : 664            | 808 boost : 973               |
| Vitesse maximale (km/h)                   | 190                       | 200                        | 210                           |
| 0-100 km/h (s)                            | 7,0                       | 6,6                        | 4,5                           |
| Transmission                              | Intégrale                 | Intégrale                  | Intégrale                     |
| Masse à vide (kg)                         | 2445                      | 2555                       |                               |
| Batterie                                  |                           |                            |                               |
| Type                                      | Lithium Ion               | Lithium Ion                | Lithium Ion                   |
| Capacité brute (kWh)                      | 71                        | 95                         | 95                            |
| Autonomie (WLTP) (km)                     | 345                       | 444                        | 370                           |
| Temps de recharge                         |                           |                            |                               |
| sur une prise domestique                  | 40h00                     | 40h00                      | 40h00                         |
| sur une prise domestique (Wallbox 3,7 kW) | 20h00                     | 20h00                      | 20h00                         |
| sur une prise domestique (Wallbox 7 kW)   | 12h00                     | 12h00                      | 12h00                         |
| sur une prise domestique (Wallbox 11 kW)  | 8h30                      | 8h30                       | 8h30                          |
| sur une borne 22 kW                       | 4h30                      | 4h30                       | 4h30                          |
| sur une borne 150 kW                      | 30 minutes (à 80%)        | 30 minutes (à 80%)         | 30 minutes (à 80%)            |

## Finitions
- e-tron Sportback
- e-tron Sportback Avus
- e-tron Sportback Avus Extended

### Série limitée
- Edition one (au lancement en mars 2020), limitée à 100 exemplaires
  - peinture bleu plasma ;
  - rétroviseurs-caméras ;
  - jantes de 21 pouces ;
  - étriers de frein orange ;
  - toit ouvrant panoramique en verre ;
  - système audio Bang & Olufsen avec son 3D ;
  - feux matriciels à LED.

### Série spéciale
- Black Edition[7]

## Concept car
Au salon de Francfort 2017, Audi présente l'Audi Elaine concept préfigurant le modèle de SUV coupé e-tron Sportback.

Audi e-tron Sportback concept au salon de Genève 2019
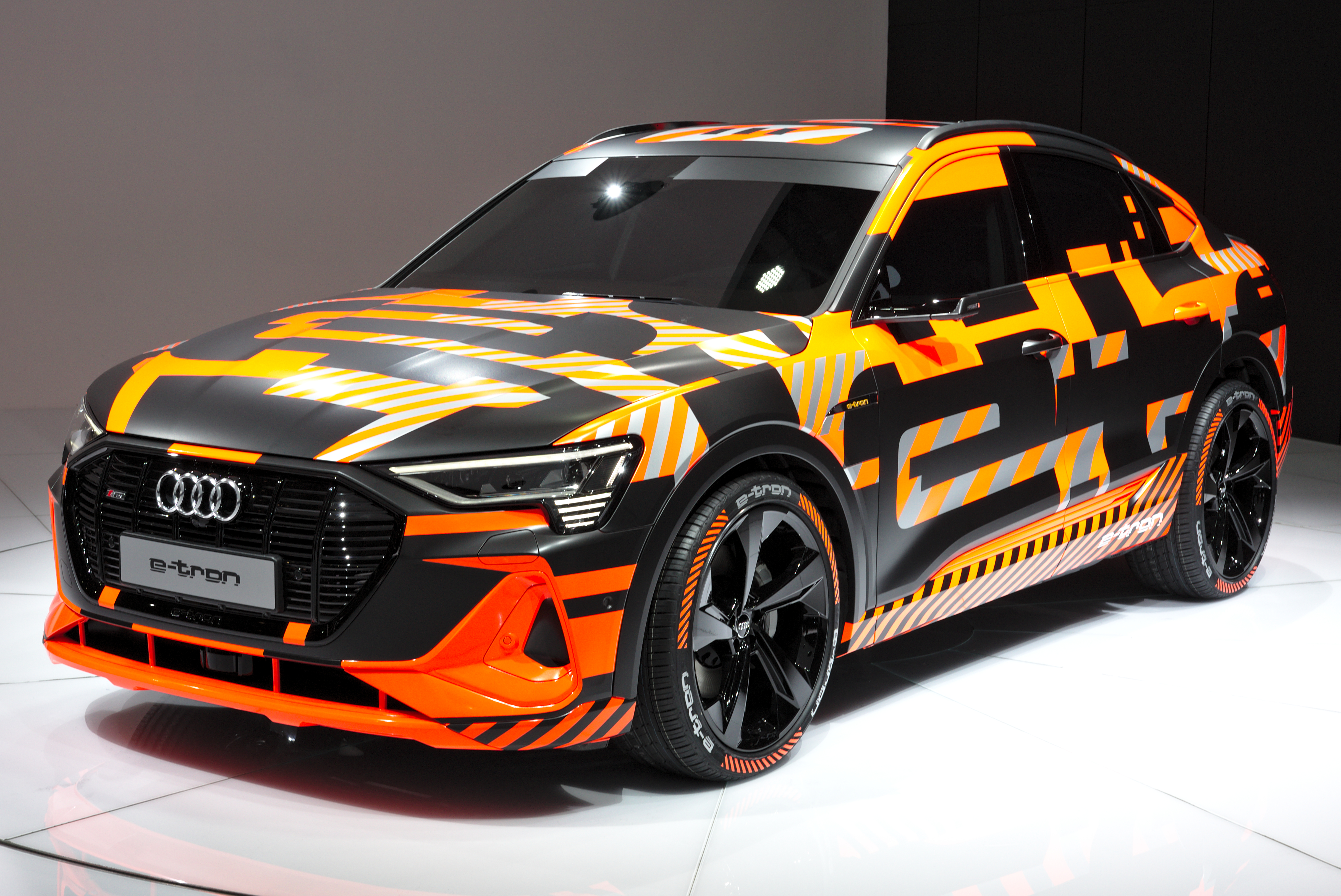
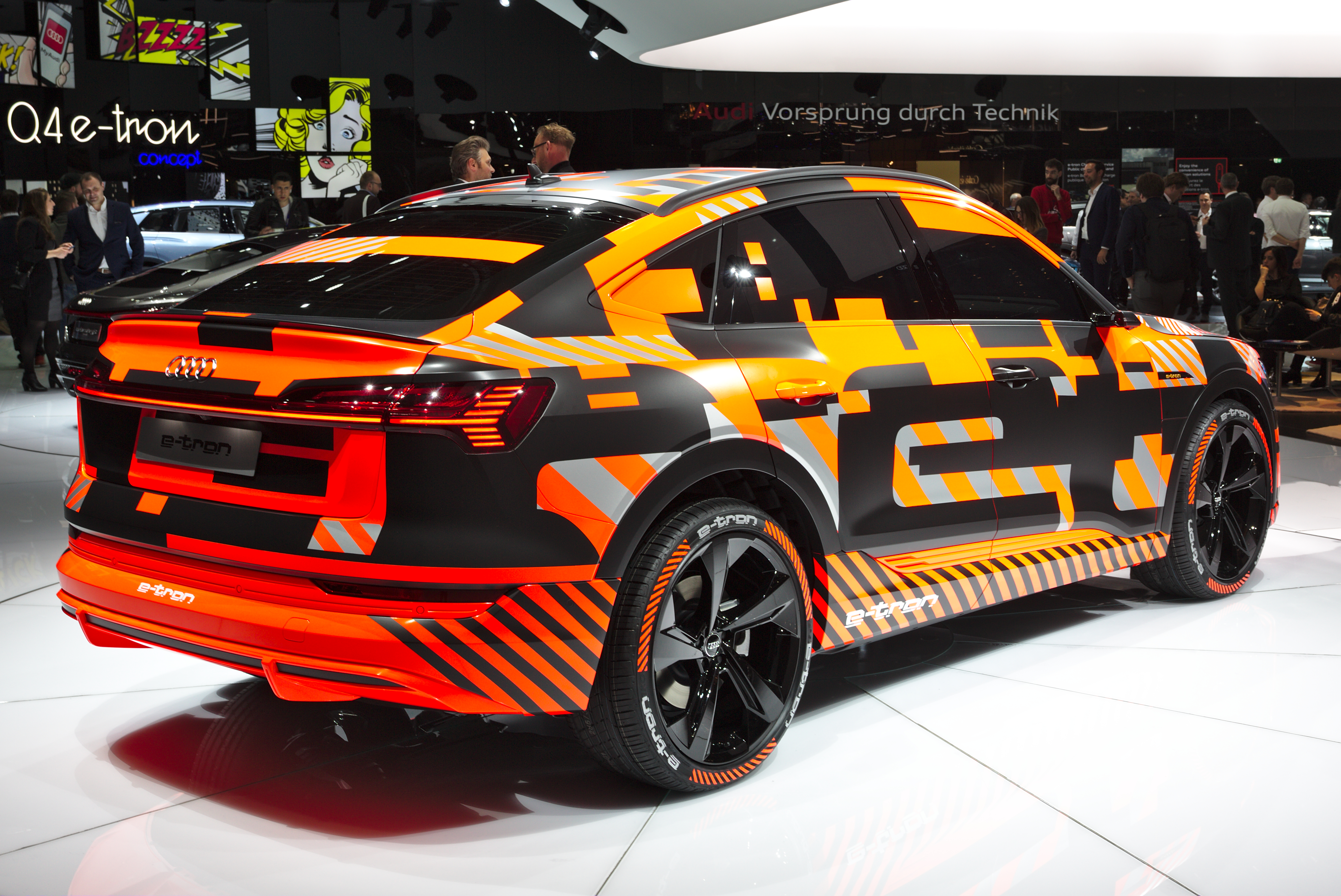